# Jordbrug
 Der er for få eller ingen kildehenvisninger i denne artikel, hvilket er et problem. Du kan hjælpe ved at angive troværdige kilder til de påstande, som fremføres i artiklen.

Jordbrug er det at bruge jorden som middel til at fremstille fødevarer og andre produkter. Der er tre store jordbrugserhverv:
- Skovbrug (ekstensiv udnyttelse af jorden)
- Landbrug (først ekstensiv, nu intensiv udnyttelse af jorden)
- Gartneri (intensiv udnyttelse af jorden)

Fra gammel tid måtte jordbrugerne kunne alle disse tre fagområder. Man var ikke blot landmand, men måtte også selv udnytte sit lille stykke skov, eller det lille stykke intensivt dyrkede jord med grønsager. Det er først mekanisering, stordrift og industrialisering, der har tvunget jordbrugerne til at vælge branche, og udviklingen er slet ikke standset endnu: landmanden må vælge mellem planteavl eller dyrebrug (eller endda mellem kvægavl og svineavl); skovbrugeren må vælge mellem løvskovs- og nåleskovskultur; gartneren må vælge mellem at producere under glas eller i det fri osv.